# کریستال راک (اوهایو)
کریستال راک (به انگلیسی: Crystal Rock) یک منطقهٔ مسکونی در ایالات متحده آمریکا است که در اوهایو واقع شده‌است. کریستال راک ۰٫۲۸ کیلومتر مربع مساحت و ۱۷۶ نفر جمعیت دارد و ۱۷۷٫۰۹ متر بالاتر از سطح دریا واقع شده‌است.